# Денисово (Кемеровський округ)
Дени́сово (рос. Денисово) — присілок у складі Кемеровського округу Кемеровської області, Росія.

## Населення
Населення — 15 осіб (2010; 9 у 2002).
Національний склад (станом на 2002 рік):
- росіяни — 89 %